# Tenenete
Tenenete (em egípcio: Tnn.t) era uma antiga deusa egípcia cultuada em Hermontis. Foi reconhecida como consorte de Montu e mais adiante foi fundida a Raete-Taui.